# Държава на Само
 Тази статия е за средновековната държава.  За селото в Южна Италия вижте Само (Италия).  
Държавата на Само е краткотрайно ранносредновековно протодържавно обединение, съществувало от 623 – 626 до 658 – 661 г. на заселените с венети, хорутани и други славяни територии на съвременна Чехия (историческата област Моравия), Словения, Полша (по река Висла), Словакия, Австрия, Унгария и части от Бавария и Тюрингия, включващо предците на съвременните словенци, словаци, чехи и лужишки сърби. Те отхвърлят аварското и франкско владичество и нанасят поражения на двете империи, водени и обединени от издигнатия от тях за владетел Само, който според едни е гало-римски или франкски търговец авантюрист, а според други – славянски или прабългарски вожд или византийски агент. Считано е, със или без основание, за първия опит за създаване на славянска държава и предшественик на утвърдилите се чак около 150 години по-късно първи собствени по-значими княжествата на бъдещите чехи, словенци и словаци.

## Етническа принадлежност на Само
Оскъдните документи и собственото име на основателя и единствения ѝ владетел – Само пораждат три тези за народностната му принадлежност: 

Първата – според единствения съвременен на събитията източник френския хронист от 660 г. Фредегар роботърговецът „на име Само, франк по произход, от Сенонианската провинция“ (от Бургундия – гр. Санс дн. департамент Йон югоизточно от Париж при р. Сена или Соани (Soignies) в Белгия) „homo nomen Samo, natione Francos, de pago Senonago“, езичник, попаднал в страната на Венетите (Моравия и поречието на р. Висла) оглавява бунта им, имал 12 славянски жени, 22 синове и 15 дъщери, победил франките през 631 г. в тридневна битка при крепостта Вогастис-бург. Тъй като текстът може да означава и „Франк по националност“, и „роден във Франкската империя“ или просто поданик/жител на Франкската империя", а самото име е по-скоро келтско. Финския филолог Й. Миккола и други изследователи считат, че Само е гало-римлянин. За Само разказва и ръкописът от началото на 9 век Gesta Dagoberti I regis Francorum.

Втората – че името му не е на франк и, макар франкски търговец, той по мнение на съвременни историци може да е етнически славянин. Самата дума не е име, а трябва да се разглежда като старославянската титла „самовластен“, извеждана от значението ѝ в славянските езици, или е чуждоезиково съкращение на Фредегар от името Самослав. В подкрепа се сочи и текста на Фредегар, че Само налага на Сихарий (Sicharius), посланика на краля на франките Дагоберт I, да облече славянски дрехи преди да бъде допуснат в замъка му, което е явно пропаганда на идентичността на поданиците му като Венети, и от Залсбургската хроника писана като явно пропагандна книга от немското духовенство срещу славяобългарския просветител св. Методий към 870 г. в Бавария на латински: „Conversio Bagoariorum et Carantanorum“ `(кръщението на Баврите и Карантаните), който съдържа следния текст определящ Само като славянин: „По времето на славния крал на франките Дагоберт някакъв славянин, именуем Само, живеещ сред хорутаните, бил вожд на това племе“, т.е. Само е вожд на славянското племе хорутани от Каринтия и Източните Алпи, но дали се визира времето преди или след като хорутаните стават част от владенията на Само няма категорична яснота.

Третата историческа теза отъждествява Само с Шамбат (Шамо бат, Самбатос, оше Кий) брат на хан Кубрат владетеля на Стара Велика България, и основател на Киев изтъквайки хронологията на аваро-българските отношения (горе-долу тогава Велика България се обособява, а впоследствие отхвърля зависимостта си от Хаганата и започва настъпление), че такова антиаварско движение са във възможност и най-заинтересовани да организират именно прабългарите в защита на собствените си интереси и на съюзната им тогава Византия, а може би и с нейна политическа подкрепа, с явно присъщите на виден племенен вожд, но не и на прост търговец, висок военен опит и политически умения, за да води успешни десетилетни военни кампании срещу Франкската и Аварската империи и да отстоява единството на управляваните племена и независимостта си, с невъзможността един прост търговец да бъде признат за техен господар от видната родово-племенна славянска аристокрация и съвпадението на въстанието по време с аваро-българската гражданска война в Аварската държава, когато българските първенци се опитват с преврат да овладеят централните постове в държавата. От друга страна, славяните в освободените земи избиват франкските търговци, което довежда дотам, че краля на франките Дагоберт I е принуден да предприеме злополучния си наказателен поход срещу Само в 631 г. Именно тогава в тази 631 г. същият Дагоберт I заповядва да бъдат избити до един всичките 10 000 българи на Алцек и Кубер, дотогавашни негови съюзници срещу аварите, приютени от него в Бавария след неуспешния им опит за преврат в Аварския хаганат и най-сетне с късната компилация Джагфар тарихъ и легендарния волжко-български епос „Шан кизи дастани“, които директно сочат българския хан Шамбат за основател на държавата съществувала по това време на тези земи.

## Управление
Само се появява около 623 – 626 г. при славянското племе венети (виндиди), когато там шетат различни франкски търговци и авантюристи, византийски емисари и пр. Тези славяни подчинени от 560 г. и притеснявани от аварите, са привлечени от Само и се вдигнат на бунт срещу аварите, който той след това оглавява. Към 626 г. аварите са разбити при Обсадата на Константинопол и каганата им започва да запада.
Спечелил победата на въстанието Само е избран за велик княз (крал) и от 623 – 626 до вероятната си кончина в 658 – 661 г. 35 години умело управлява обширна територия в Централна Европа. Бидейки езичник укрепва властта си като сключва династичен брак с 12 девойки от водещите славянски родове. От центъра на властта си в Моравия води победоносни войни с авари, франки, алемани и лангобарди. Освобождава от франките в 631 г. земите на лужишките сърби (от поречието на Елба в днешната Източна Германия), присъединява населените със славяни централноевропейски земи от Силезия през Панония до Каринтия в днешна Австрия включително. Поддържа широки търговски връзки, в дипломатическите си връзки с франките говори от името на управляваната от него славянска общност, която е признала неговата власт.
В 631 г., по свидетелството на хрониста Фредегар, Само побеждава нахлулия с три армии в земите му франкски крал Дагоберт I като разбива и изколва в 3-дневна битка при замъка Вогаст (castrum Wogastisburc – Вогастисбург) най-голямата му обсаждаща крепостта Австразийска армия, а останалите захвърлят оръжията си и се разбягват. Веднага след което нахлува и окупира голяма част от Тюрингия и други франкски земи, тогава отхвърля франкския васалитет, минава под негово върховенство и влиза във войната срещу франките и князът на лужишките сърби Дерван вледеещ населените със славяни области на днешните Хале, Лайпциг и Дрезден. Чак в 636 г. херцога на Тюрингия Радулф успява да отблъсне славяните, но сам въстанал против франките, разбива в 641 г. сина на Дагоберт I, краля на Австразия Сигиберт III, обявява ce за крал на Тюрингия и веднага сключва съюзен договор със Само.
Към 658 – 661 г. след вероятната кончина на Само не е известно неговото място да е заел някой от наследниците му и над създадената от него „държава“ скоро е възстановено господството на Аварския хаганат в предишните му граници, а северните области отвъд тях са оставени на славяните. Въпреки че към 150 години след това в тези земи за реални славянски държави няма данни за негови наследници от многобройното му потомство по-късно се прогласяват князете на Великоморавия и на Нитранско княжество Моймировичи и кралете на Чехия от династията Пршемисловци управлявали в Бохемия, Моравия, Полша, Унгария, Австрия и Силезия.